# 马萨诸塞州参议院
马萨诸塞参议院（英語：Massachusetts Senate）是美国马萨诸塞总议会的上議院，共有40名议员，每届任期2年。参议院议长由全體參議員選舉產生，现任议长为民主黨籍的凱倫·斯皮爾卡，于2018年7月26日上任。